# Derk Elsko Bruins
Derk Elsko Bruins (20 de março de 1923 - 5 de fevereiro de 1986) foi um oficial alemão que serviu durante a Segunda Guerra Mundial. Foi condecorado com a Cruz de Cavaleiro da Cruz de Ferro.

## Carreira

### Patentes
SS-Rottenführer

### Condecorações
| Cruz de Ferro 2ª Classe                                 |
| Cruz de Ferro 1ª Classe                                 |
| Cruz de Cavaleiro da Cruz de Ferro 23 de agosto de 1944 |